# Headquarters Building
 (juillet 2020).
L'Headquarters Building – ou Sugarlands Headquarters Building – est un bâtiment américain accueillant le siège du parc national des Great Smoky Mountains dans le comté de Sevier, dans le Tennessee. Construit dans le style rustique du National Park Service selon les plans de l'architecte Charles I. Barber, il est livré en 1940 à proximité de l'endroit où la Newfound Gap Road emprunte l'Headquarters Bridge.